# Йенс Гелшиот
Йенс Гелшиот (на английски: Jens Galschiøt) е датски скулптор, известен най-вече с Pillar of Shame (Стълб на срама).

## Биография и творчество
Йенс Гелшиот е роден на 4 юни 1954 г. във Фредериксун, Дания. Името Галшиот вероятно произлиза от Ютланд.
Гелшиот се мести в Оденсе през 1973 г. и през 1985 г. отваря 2000 m² комбинирани леярна, студио, галерия Гелшиот и скулптурен парк.
Йенс Гелшиот е художник, който се движи в пресечната точка между инсталационно изкуство и улично изкуство с ясни препратки към „социална пластика“ (Йозеф Бойс), Символизъм и Ар нуво. Йенс Галшиот работи предимно с борбата срещу несправедливостта по света чрез създаване на скулптури в по-големите градове в света. Скулптурите са предимно от бронз, изработени със собствени средства.
Става световноизвестен с акциите си на големи събития. Във връзка със срещата за климатичните промени в Копенхаген през декември 2009 г. Гелшиот издига скулптура, наречена Survival of the Fattest, точно до Малката русалка.

## Скулптури

### По-големи скулптури и скулптурни групи
- Cocoon (1992), 4 м висока скулптура, 12 м в диаметър от 22 щита от неръждаема стомана с бронзови лица, които пробиват стоманата. Изложена за първи път на международния арт център Световно изложение в Севиля, Испания.
- Min Indre Svinehund (1993): 2.3 м висока бетонова скулптура. 22 скулптури са изложени незаконно и обществено в европейски градове в рамките на два дни като Street art акция, които фокусират на увеличаването на брутализацията в Европа.
- The Little Prince (1995)
- Elysium, The Occult Temple (1995): 500 кв. м инсталация, която е използвана за конструиране на театров/музикален и танцов спектакъл Elysium.
- Den Stille Død (1995)
- Skamstøtten (1996 до 201?): 8 м скулптура обелиск на човешки органи, изложена в Хонг Конг, Мексико и Бразилия.
- Unge i glas (1997): 3,5 м висока и 15 м в диаметър. Арт инсталация пред парламента в Копенхаген.
- Jorden er giftig (1997)